# Paranal-observatorium

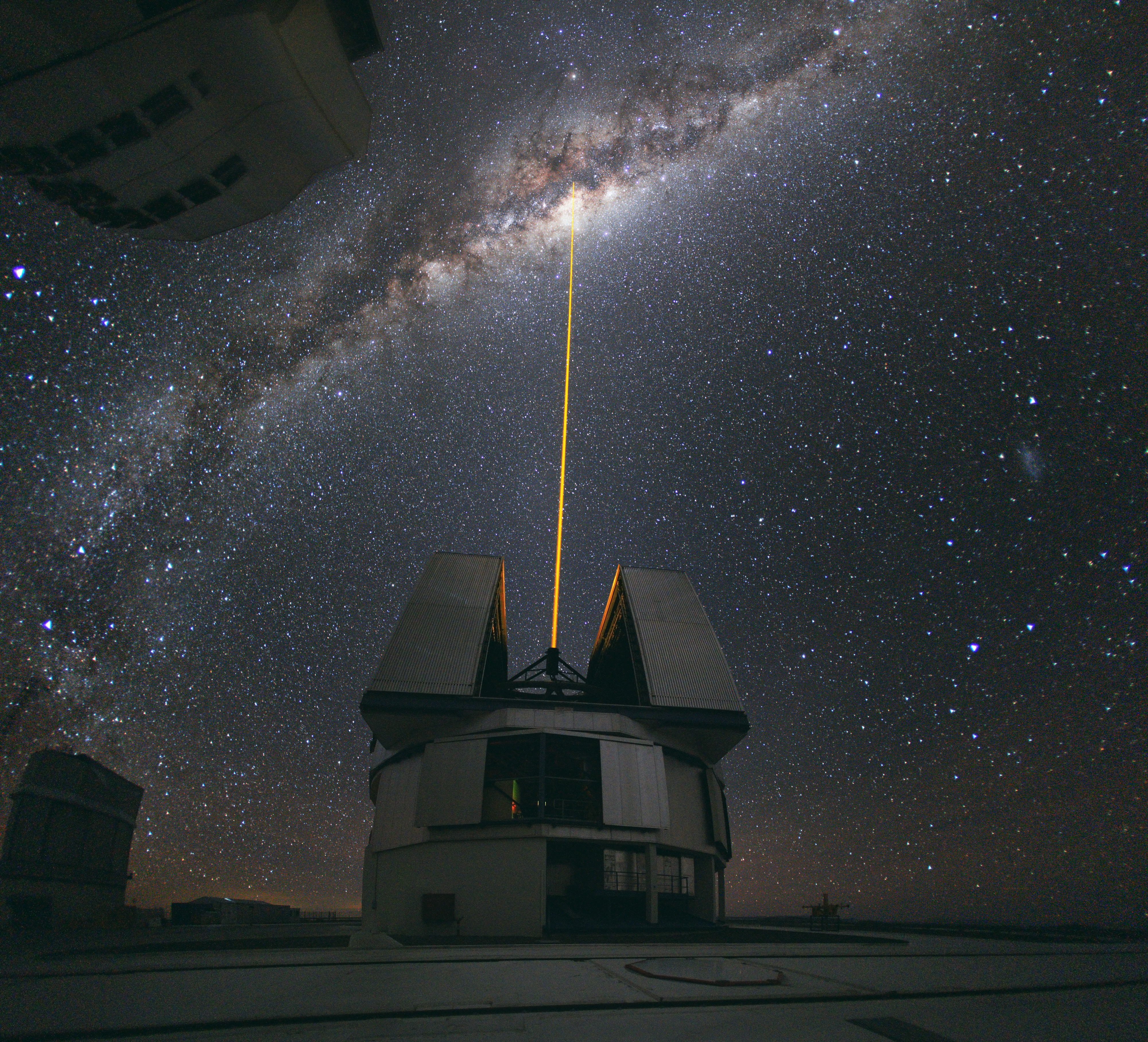
Paranal-astronomen observeren de Melkweg met behulp van de VLT (augustus 2010). De laserbundel dient voor het creëren van een zogenaamde laservolgster.

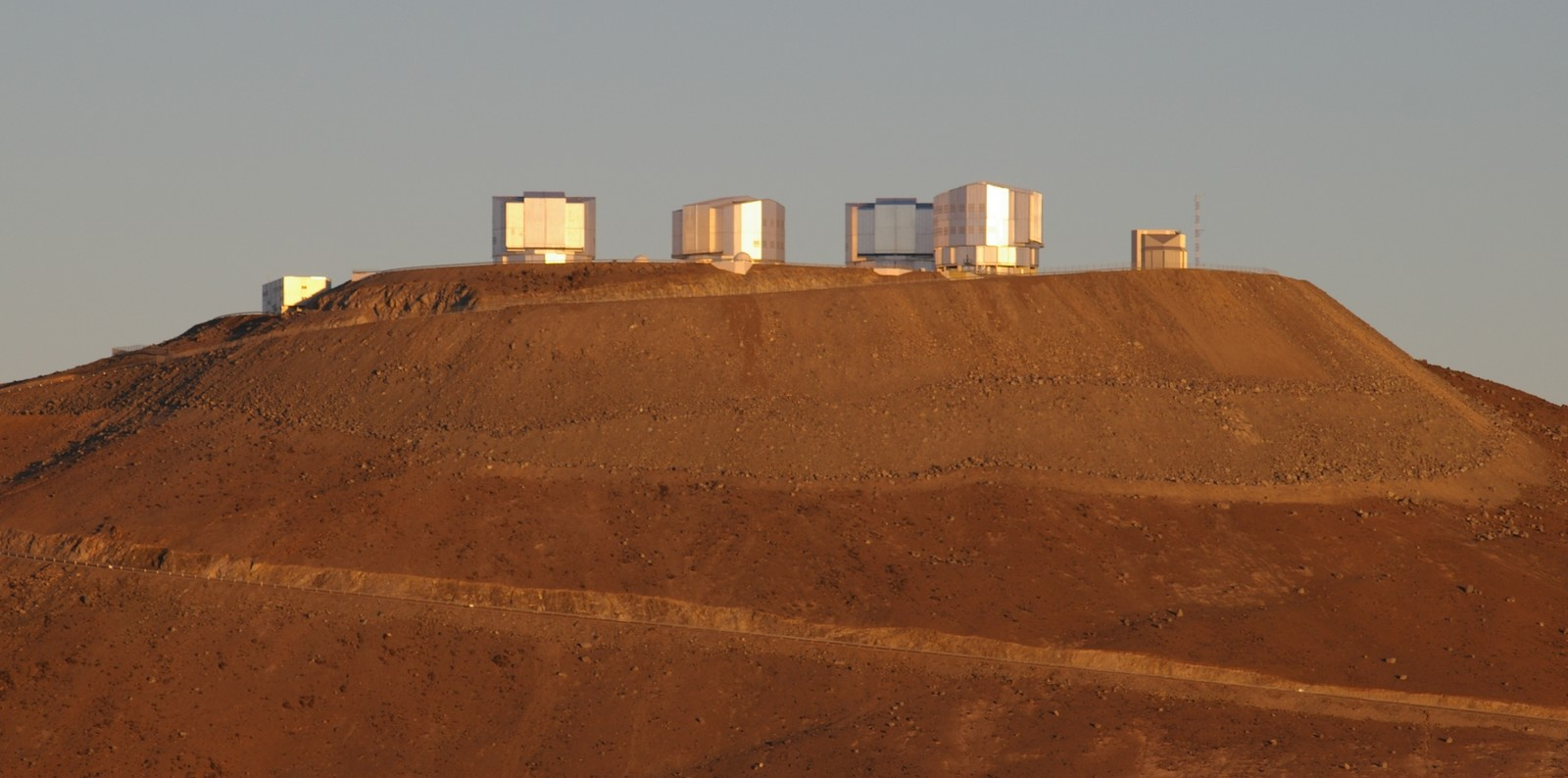
Cerro Paranal met de Very Large Telescope. Van links naar rechts: het controlegebouw onderaan het plateau, de koepels van de UT1 t/m UT4: Antu, Kueyen, Melipal en Yepun; helemaal rechts de kleinere koepel van de VST. Op de voorgrond de weg en de resten van de in de lucht geblazen oorspronkelijke bergtop.

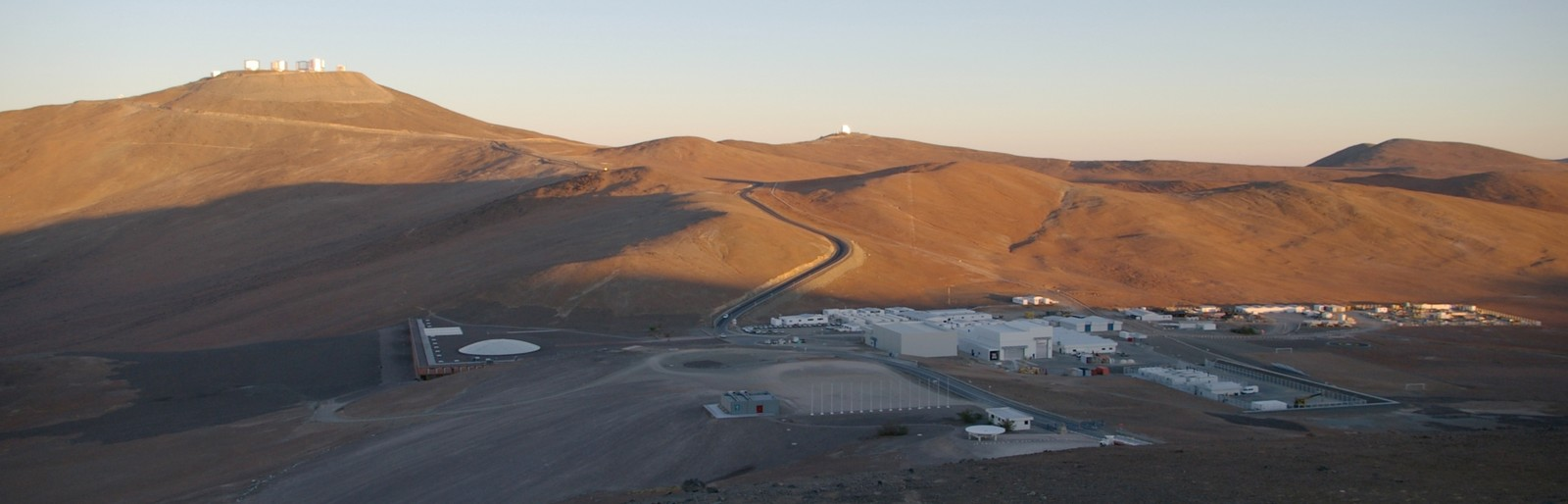
Het Paranal-Observatorium bij zonsopkomst. Links boven Cerro Paranal met de VLT, in het midden boven
de Surveytelescoop VISTA, links onderaan de Residencia, midden en rechts onderaan het oude basiskamp.

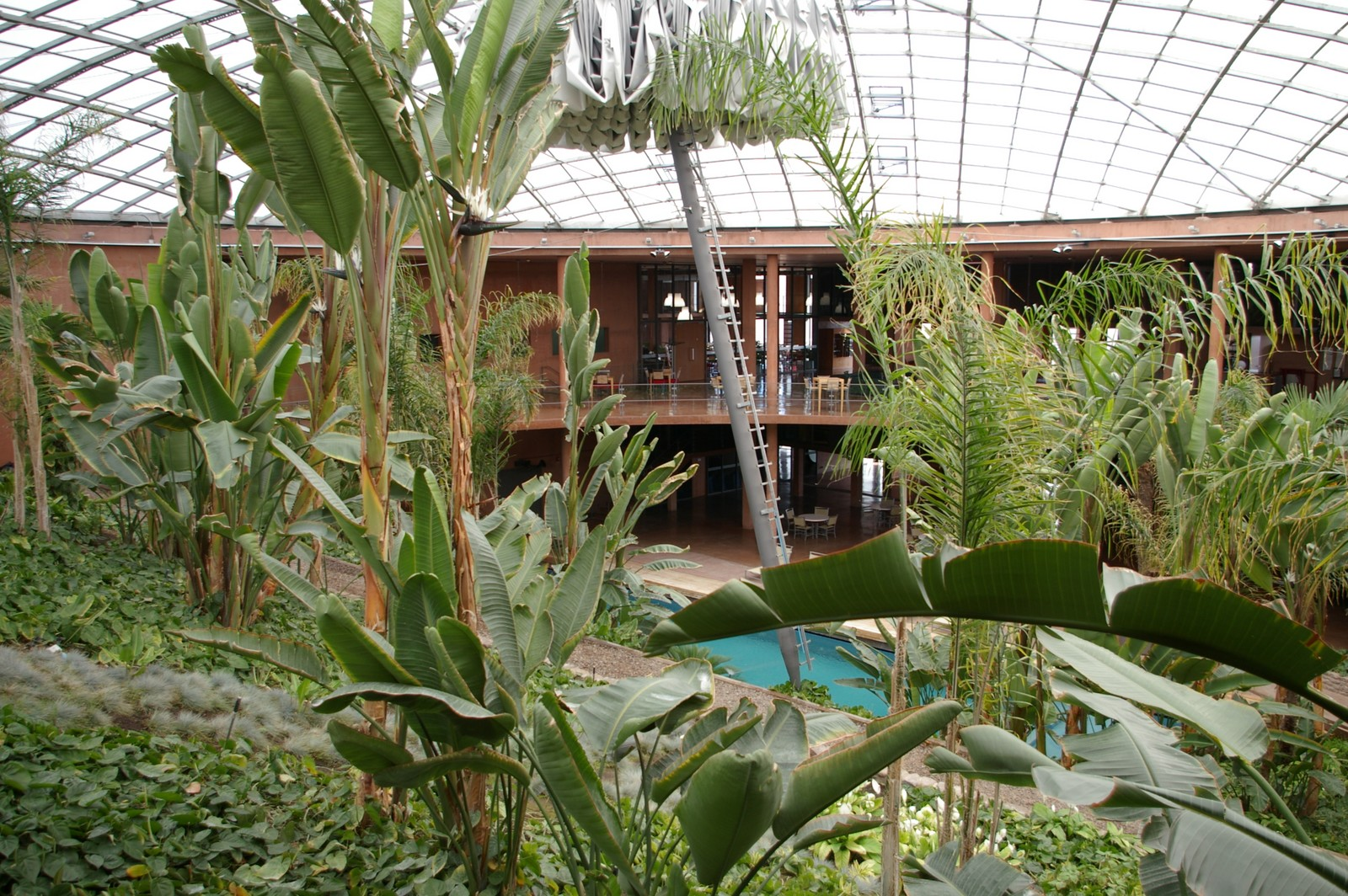
De Residencia met tuin, zwembad en het verduisteringsgordijn onder de koepel.

Het Paranal-Observatorium is een sterrenwacht in de Atacamawoestijn in het noorden van Chili, op de berg Cerro Paranal. Deze ligt ongeveer 120 km ten zuiden van Antofagasta en 12 km van de Pacifische kust. Het observatorium wordt door de Europese Zuidelijke Sterrenwacht (ESO) uitgebaat en is de standplaats van de Very Large Telescope (VLT) en de Very Large Telescope Interferometer (VLTI). Daarnaast bevinden er zich de Survey-telescopen VISTA en VST. De atmosfeer boven de bergtop wordt gekenmerkt door droge lucht en buitengewoon rustige luchtstromingen (weinig seeing), wat de berg een aantrekkelijke standplaats maakt voor een astronomisch observatorium. De bergtop werd in de jaren 1990 van zijn oorspronkelijke hoogte van 2660 meter naar 2635 naar beneden opgeblazen, om een plateau voor de VLT te creëren.

## Logistiek en infrastructuur op Paranal
Paranal bevindt zich ver van de belangrijke verkeerswegen. Het observatorium is vanuit Antofagasta alleen met een reis van meerdere uren te bereiken, waarbij de laatste ± 60 km over een inmiddels verstevigde bergweg gaat die van de Pan-Amerikaanse Snelweg aftakt. Er zijn dan ook geen leidingen voor nutsvoorzieningen naar Paranal. Voor de gemiddeld 130 mensen die zich voortdurend op de berg bevinden moeten deze ter plekke geproduceerd of in voorraad worden gehouden.

### Bevoorrading
In de omgeving van Antofagasta bevinden zich meerdere kopermijnen die onder vergelijkbare omstandigheden werken. Daardoor hoefde men de complete infrastructuur niet zelf op te bouwen, maar kon men dit uitbesteden aan gespecialiseerde nutsbedrijven. Water wordt dagelijks naar behoefte met vrachtwagens geleverd, ongeveer twee tot driemaal per dag. Tankwagens bevoorraden het tankstation om de eigen vervoermiddelen en de generatoren van brandstof te voorzien. Twee generatoren zijn continu in bedrijf; een voor het telescoopgedeelte en een voor het basiskamp.

### Gebouwen
Naast de telescopen en het VLTI-Laboratorium die zich op het plateau van de berg bevinden, is er in de buurt nog een bedieningsgebouw. Alle telescopen en de VLTI worden van daaruit bediend, zodat 's nachts niemand zich in het telescoopgebied bevindt.
De onderkomens bevinden zich in een 20 meter lager gelegen basiskamp, ongeveer vijf kilometer van de telescopen verwijderd. Van het voormalige kamp dat uit wooncontainers bestond, worden nu nog delen gebruikt. De meeste onderkomens bevinden zich nu echter in een eind 2000 gereedgekomen Residencia. De Residencia is half in de berg gebouwd, uit roodkleurig beton, waardoor ze optisch in de rode woestijnomgeving opgaat. Binnen bevinden zich onderkomens, administratie, kantine, ontspanningsruimten, een klein zwembad en twee tuinen, die dienstdoen voor zowel het ruimtelijke klimaat van de Residencia alsook het welbevinden van de bewoners.

## Wetenschappelijke resultaten
Sinds het begin van de wetenschappelijke inbedrijfstelling van de Very Large Telescope op 1 april 1999 werden tot 2005 meer dan 1000 artikelen in erkende vaktijdschriften gepubliceerd, die gebaseerd zijn op gegevens uit het Paranal-Observatorium. Tot de belangrijkste resultaten behoren:
- De eerste directe beelden van een exoplaneet werden met de VLT gemaakt. Weliswaar is het niet helemaal zeker of deze eer GQ Lupi b of de planeet 2M1207 toekomt, maar de beelden stammen van NACO.[1][2][3]
- De Deep Impact-Missie werd door alle ESO-telescopen geobserveerd. Naast de beelden werden door middel van spectrografie ook nieuwe ontdekkingen van de chemische samenstelling gedaan van de komeet Tempel 1.[4][5]
- Met ISAAC kon de afstand tot het sterrenstelsel NGC 300 nauwkeuriger bepaald worden dan tot enig ander sterrenstelsel. Dergelijke afstandsbepalingen van cepheïden vormen de basis voor de kosmologie.
- De lichtzwakke begeleider van de AB Doradus in het sterrenbeeld Goudvis werd met NACO-SDI voor het eerst afgebeeld, waardoor zijn met de helft van Wetten van Kepler bepaald konden worden. Deze bruine dwerg is tweemaal zo zwaar als theoretisch verwacht werd, wat vermoedelijk veranderingen aan de theorie van de innerlijke opbouw van de Sterren en het aantal planeten en bruine dwergen vereist.[2]
- Door toeval kruiste een lichte meteoor het gezichtsveld van de FORS 1 toen er spectra opgenomen werden. Het is het eerste precies gekalibreerde spectrum van zo'n lichtverschijning.[6]
- FORS 2 en ISAAC hebben samen het record voor het registreren van de verst verwijderde gammaflits bij z = 6,3.[7]
- Met de VLTI kan niet alleen de diameter, maar ook de vorm van de ster bepaald worden. Toen Eta Carinae door zijn sterke sterrenwind boven de polen in de lengte getrokken scheen te zijn, is Achernar door zijn snelle rotatie tot aan de grenzen van het theoretisch mogelijke afgeplat.[8][9]
- Voor het eerst werd er met de VLTI extragalactisch object in het middelste infrarode bereik bij 10 μm interferometrisch herleid, van de actieve kern van het sterrenstelsel NGC 1068. Dit Seyfert-stelsel herbergt een zwart gat van ongeveer 100 miljoen Zonnemassa's.[10]
- Aan de hand van een Sterbedekking door de maan Charon van Pluto op 11 juli 2005 werd met de CLT voor het eerst diens precieze diameter op 1207,2 kilometer bepaald. Ook de temperatuur kon met -230 °C gemeten worden, wat ongeveer 10 °C kouder is dan tot destijds aangenomen werd.[11]
- Met hulp van de nieuwe NACO SDI (NACO Simultaneous Differential Imager) aan de VLT werd begin 2006 een nieuwe bruinde dwerg en een begeleider ontdekt, die slechts 12,7 lichtjaren van de aarde verwijderd zijn.[12]

## Vergelijking met andere observatoria
| Optische telescopen groter dan 4 meter                                                                                                  | Optische telescopen groter dan 4 meter | Optische telescopen groter dan 4 meter | Optische telescopen groter dan 4 meter                 | Optische telescopen groter dan 4 meter      | Optische telescopen groter dan 4 meter |
| Naam | Diameter (m)                           | Spiegel                                | Nationaliteit van de sponsors                          | Locatie                                     | In gebruik                             |
| --- | -------------------------------------- | -------------------------------------- | ------------------------------------------------------ | ------------------------------------------- | -------------------------------------- |
| A. "Extreem grote telescopen" (diameter > 20 m):                                                                                        |                                        |                                        |                                                        |                                             |                                        |
| Extremely Large Telescope (ELT) | 39,3                                   | 798 segm. à 1,45 m                     | ESO-landen                                             | Cerro Armazones, Chili                      | gepland ca. 2027                       |
| Thirty Meter Telescope (TMT) | 30                                     | 492 segm. à 1,4 m                      | VS, Canada, Japan, China                               | Mauna Kea-observatorium, Hawaï              | gepland ?                              |
| Giant Magellan Telescope (GMT) | 24,5                                   | 7 spiegels à 8,4 m                     | VS, Australië, Korea                                   | Las Campanas-observatorium, Chili           | gepland ca. 2030                       |
| B. Overige telescopen groter dan 4 meter:                                                                                               |                                        |                                        |                                                        |                                             |                                        |
| Very Large Telescope 1 t/m 4 | 4 × 8,2 = 32,8                         | 4 × enkel                              | ESO-landen + Chili                                     | Paranal-observatorium, Chili                | 1998-2001                              |
| Keck-telescopen I en II | 2 × 10 = 20                            | gesegmenteerd                          | VS                                                     | Mauna Kea-observatorium, Hawaï              | 1993, 1996                             |
| Large Binocular Telescope (LBT) | 2 × 8,4 = 11,8                         | 2 × enkel                              | VS, Italië, Duitsland                                  | Mount Graham Int.-obs., Arizona             | 2007                                   |
| Gran Telescopio Canarias (GTC) | 10,4                                   | gesegmenteerd                          | Spanje, Mexico, VS                                     | Obs. R. de los Muchachos, Can. Eil.         | 2006                                   |
| Southern African Large Telescope (SALT)                                                                                                 | 9,5                                    | gesegmenteerd                          | Zd.-Afrika, VS, VK, Duitsland, Polen, Nw.-Zeeland      | South African Astron. Obs., Zd.-Afrika      | 2005                                   |
| Hobby-Eberly-telescoop (HET) | 9,2                                    | gesegmenteerd                          | VS, Duitsland                                          | McDonald-observatorium, Texas               | 1997                                   |
| Subaru-telescoop (JNLT) | 8,3                                    | enkel                                  | Japan                                                  | Mauna Kea-observatorium, Hawaï              | 1999                                   |
| Gemini North | 8,1                                    | enkel                                  | VS, VK, Canada, Chili, Australië, Argentinië, Brazilië | Mauna Kea-observatorium, Hawaï              | 1999                                   |
| Gemini South | 8,1                                    | enkel                                  | VS, VK, Canada, Chili, Australië, Argentinië, Brazilië | Cerro Pachón, Chili                         | 2001                                   |
| Atacama-obs. v.d. Univ. van Tokio (TAO)                                                                                                 | 6,5                                    | enkel                                  | Japan                                                  | Cerro Chajnantor, Chili                     | 2011?                                  |
| Multiple/Magnum Mirror Telescope (MMT)                                                                                                  | 6,5                                    | enkel                                  | VS                                                     | Fred L. Whipple Obs., Arizona               | 1987, 2002                             |
| Magellan-1 (‘W. Baade’) en -2 (‘L. Clay’)                                                                                               | 6,5                                    | enkel                                  | VS                                                     | Las Campanas-observatorium, Chili           | 2000, 2002                             |
| Bolshoi Teleskop Alt-azimutalnyi (BTA-6)                                                                                                | 6                                      | enkel                                  | Rusland                                                | Zelentsjoekskaja, Karatsjaj-Tsjerk. (Rusl.) | 1976                                   |
| Large Zenith Telescope (LZT) | 6                                      | vloeibaar                              | Canada, Frankrijk                                      | M. Knapp Research Forest, Brits-Columbia    | 2003                                   |
| Haletelescoop | 5                                      | enkel                                  | VS                                                     | Palomar-observatorium, Californië           | 1948                                   |
| William Herschel-telescoop | 4,2                                    | enkel                                  | VK, Nederland, Spanje                                  | Obs. R. de los Muchachos, Can. Eil.         | 1987                                   |
| Southern Astrophys. Res. Telescope (SOAR)                                                                                               | 4,1                                    | enkel                                  | VS, Brazilië                                           | Cerro Pachón, Chili                         | 2002                                   |
| Niet opgenomen zijn telescopen die nog overwogen worden (zoals de Overwhelmingly Large Telescope (OWL), voorlopig opgeschort, zie ESO). |                                        |                                        |                                                        |                                             |                                        |